# 安妮柯·柯琴
安妮柯·柯琴（Annick Cojean，1957年8月2日—）是一名法國記者，出生在布列塔尼布雷斯特。她為自由主義的報紙《世界報》 以及電視節目工作。她已經出版了幾本書。
2012年，她出版了前利比亞國家領導人穆阿邁爾·卡扎菲的故事《獵物：卡達菲後宮內望》，記錄了許多年輕女孩事件。